# Madona e Menino Jesus com Três Santos (Ticiano)
Madona e o Menino com Três Santos ou Adoração do Menino Jesus com Santos é um óleo sobre tela de c.1519 pintado por Ticiano, atualmente na Antiga Pinacoteca em Munique. Da esquerda para a direita, os santos adoradores São Francisco de Assis, São Jerônimo e Santo Antão, o Grande.